# 南岛-翁奇语系
南岛-翁奇语系是一个有争议的语言系属分类，包含翁奇语系和南岛语系，由Juliette Blevins (2007)提出。翁奇语系是分布在安达曼群岛的小语系，由两种有证语言组成；南岛语系是世界上最大的语系之一，源于台湾，遍布印太。语言学界普遍否认这一联系。

## 语音对应
Blevins (2007)提出以下语音对应：
| 原始南岛语（PAN） | *p | *t | *k | *q | *ku | *qu | *ʔ | *b | *d | *g     | *s, *S | *c, *C | *z | *j     | *h         | *m | *n | *ny | *ŋ | *N     | *l | *r | *R     | *w |
| 原始翁奇语（PO）  | *p | *t | *k | *k | *kw | *kw | *ʔ | *b | *d | *j, *g | *c     | *c     | *c | *j, *y | *h, *y, *∅ | *m | *n | *ny | *ŋ | *l, *y | *l | *r | *l, *r | *w |

原始翁奇语的鼻音韵尾常中和、消失，**-n与原始翁奇语*-ŋ合流，**-m、**-ny部分并入*ŋ（后者可能发生在原始翁奇语阶段之后）。其他韵尾在多音节词中消失。
原始翁奇语的**b在**u（可能还有**i）前消失。
**qw、**kw合流为原始翁奇语*kw，变为原始南岛语的*q/k或*w。
原始翁奇语和原始南岛语对*m-有类型学上有奇怪的限制。
原始翁奇语的零声母对应原始南岛语的*q；南岛语形式常成对出现，Blevins认为这是因为原始南岛语的插音造成的。
| PAN | *i | *u     | *a     | *ə | *ay# |
| PO  | *i | *u, *o | *a, *e | *e | *e#  |

- - ay>原始翁奇语*e。**a>*e的条件是在硬腭音前、在词尾、及不重读时。

原始翁奇语*o一般来自闭音节的**u，或来自**wa的同化。
原始翁奇语*ə是*e的同位异音，出现在鼻韵尾之前，但硬腭音后除外。

## 语法对应
大多数派生形态和语法词都很短，以至于原始翁奇语和原始南岛语之间的一些相似可能是偶然的。但翁奇语的词法似乎可以解释南岛语的奇怪情况。
原始南岛语有一套零声母词干，都是亲属词、身体部位或其他不可让渡的名词；而翁奇语系同样有这种现象。原始翁奇语其他地方的零声母对应原始南岛语的*q-。Blust构拟的零声母原始南岛语词根如下：
亲属：*aki祖父；*ama父亲、叔父；*aNak孩子；*apu祖父母/孙子；*aya姑姑；*ina母亲、姨母
身体：*ujung/ijung鼻；*ikuR尾；*iSeq尿；*uRat血管、筋；*utaq呕吐
其他：*asu/wasu狗；*aCab盖；*ian家；*uNay分裂
这些词都是不可让渡领属系统中应有的词。Blevins认为，不可让渡领属在原始南岛语中消失了，大约是词首的插音*q-添加到零声母词干之后。原始南岛语有很多*wasu~*asu“狗”这样的词对；在巴宰语等语言中，*w-anaN“右侧”、*w-iRi“左侧”的声母*w-经过Blust所谓“某种现已模糊的形态过程”消失了。Blevins认为，这三种情况中，原始南岛语*w-反映了原始翁奇语领属前缀*gw-“他的/她的”，其在一些后代中已成了化石形态。因此，原始南岛-翁奇语可以解释南岛语中的一些奇特模式。

## 批评
翁奇语和南岛语的发生学关系没有得到学界认可。无我 (2011)认为Blevins的证据“并不令人信服，尽管有些相似之处可能是接触/借词造成的。Hoogervorst (2012)也持类似观点。Blust (2014)认为Blevins的结论没有数据支持：在前25个构拟中，没有一个可用比较法构拟，Blust还认为语法比较也不成立。此外，Blust还引用了非语言学（如文化、考古与生物）证据反驳Blevins的假说。